# Pastavy
Pastavy (en biélorusse : Паставы) ou Postavy (en russe : Поставы ; en polonais : Postawy) est une ville de la voblast de Vitebsk, en Biélorussie, et le centre administratif du raïon de Pastavy. Sa population s'élevait à 19 882 habitants en 2017.

## Géographie
Pastavy se trouve près du lac Naratch, le plus grand lac de Biélorussie, à 10 km de la frontière lituanienne et à 213 km à l'ouest de Vitebsk.

## Histoire
Pastavy fit partie du Grand-duché de Lituanie. En 1640, un monastère y fut créé. Elle connut un certain développement dans la seconde moitié du XVIIIe siècle, grâce à son marché et à son artisanat. À partir de 1795, dans le cadre de la troisième partition de la Pologne, Pastavy fut incorporée à l'Empire russe et reçut ses armoiries l'année suivante. De 1920 à 1939, Postawy appartenait à la voïvodie polonaise de Wilno et était le centre d'un powiat. En septembre 1939, après la signature du pacte germano-soviétique, Pastavy fut occupée par l'Armée rouge puis annexée par l'Union soviétique, comme toute la partie orientale de la Pologne. En 1940, elle reçut le statut de ville. Elle fut ensuite occupée par l'Allemagne nazie du 6 juillet 1941 au 5 juillet 1944. De 1945 à 1991, Pastavy fit partie de la république socialiste soviétique de Biélorussie. Depuis 1991, elle fait partie de la Biélorussie indépendante.

## Première Guerre mondiale
La bataille de Postavy (ou Pastavy) fut un épisode marquant de l'offensive du lac Narotch. Au printemps 1916, les troupes russes réussirent ici une percée victorieuse, s'emparant des tranchées allemandes. Mais l'enthousiasme de cette victoire fut de courte durée, car l'offensive censée soulager le Front de l'Ouest se solda par un échec total.
L'épisode victorieux de Pastavy est néanmoins l'objet d'un exceptionnel témoignage de guerre, celui d'une femme, Maria Botchkareva, combattant au milieu d'une troupe entièrement masculine et multipliant les actes de bravoure qui la rendirent populaire. Elle faisait partie des volontaires qui tentaient de ramener des blessés de la « zone des morts », le no man's land où agonisent quantité de mutilés. Son récit, dont le titre français est Yashka, ma vie de soldat, est un témoignage unique sur la violence et les horreurs endurées sur le front.

## Histoire du ghetto de Postavy
Entre les deux guerres mondiales, il y avait environ 850 Juifs à Postavy - soit environ 55 pour cent de la population. La plupart des juifs vivaient du petit commerce ou du petit artisanat. Il y avait deux écoles juives : l’une appartenant au réseau éducatif « Tarboute (Culture) » et l’autre où l’enseignement était professé en yiddish. Il y avait également des partis politiques et mouvements de jeunesse sionistes particulièrement actifs pendant ces années.
Avec le déclenchement de la Seconde Guerre mondiale au début du mois de septembre 1939, des émeutes antisémites ont éclaté Postavy, mais la situation s’est calmée lorsque les Soviétiques ont occupé la ville à la mi-septembre. Avec l'occupation soviétique, les petits commerces ont été nationalisés et des coopératives ont été créées. Au cours de cette même période, des réfugiés juifs fuyant les territoires conquis par les Allemands sont arrivés à Postavy, et le nombre de Juifs dans la petite ville est passé à 2500.
Postavy est tombée aux mains des Allemands en juin 1941. Dès leur entrée dans la ville, les Allemands ont tué neuf habitants juifs et quelques jours plus tard six de plus. Quelques jours après le début de cette occupation allemande, les Juifs de Postavy ont été contraints de porter l'étoile jaune et leurs mouvements ont été restreints. Par ordre des Allemands, un Judenrat ainsi qu’un service d'ordre juif ont été établis. Un dentiste, le Dr Rubinstein, a été placé à la tête du service ordre juif.
En août 1941, un ghetto, entouré de fils de fer barbelé, a été créé dans deux rues de Postavy, et environ 2 000 Juifs y ont été entassés, pour certains Juifs originaires de la petite ville et pour d’autres Juifs réfugiés. Les Juifs ont été contraints à un travail forcé en dehors du ghetto ou dans des ateliers mis en place à l'intérieur du ghetto.
Lors de l'été ou de l'automne 1942, s’est organisée une résistance dans le ghetto, dirigée par Samuel Zaslavski. La résistance a réussi à se procurer des armes et ses membres se sont échappés dans les forêts alentour. Quelques jours après leur évasion du ghetto, ils sont revenus à Postavy, avec l'approbation du Rakhmanov, commandant des partisans dans la région, afin de recruter d'autres Juifs. Cependant, le président du Judenrat s’est opposé à eux craignant que cela ne mette en danger les autres habitants du ghetto. Ainsi les jeunes résistants sont retournés seuls dans la forêt.
Le ghetto de Postavy a été liquidé le 25 décembre 1942. Ce jour-là, les 2 000 Juifs du ghetto ont été rassemblés sur la place du marché. L'unité Einsatzkommando 3, des gendarmes allemands et des membres de la police locale les ont encerclés. Certains Juifs ont essayé de s'échapper, et dans l'agitation qui a suivi, beaucoup de Juifs se trouvant sur la place ont été tués. Les Juifs ayant survécu au massacre, soit environ 850 personnes, ont été emmenés de force près de la voie ferrée en dehors de la ville et puis exécutés par balle et jetés dans des fosses communes.
Le rapport Jäger montre précisément les activités d'un Einsatzkommando. Il s'agit d'une feuille de facturation des actions du Einsatzkommando 3 - un nombre total d'assassinats de 137 346 juifs (57 338 hommes, 48 592 femmes, 29 461 enfants) et 2 058 communistes, handicapés mentaux ou autres, effectué du 2 juillet au 1er décembre 1941. Le grand nettoyage ethnique se produisit jusqu'en 1942, avant que les camps de la mort ne remplacent les exécutions par balles à ciel ouvert des Einsatzkommando. L'Einsatzkommando 3 a opéré dans le district de Kovno et à l'ouest de Vilna, en Lituanie contemporaine (voir aussi Rollkommando Hamann).

## Guerre froide
À 5 km à l'ouest de la ville, une base aérienne soviétique de taille moyenne était en activité pendant la guerre froide. Le 305e Régiment aérien de bombardiers (305 BAP), équipé de Su-24, y était stationné. L'aérodrome est aujourd'hui désaffecté. De 1960 à 1993, un régiment soviétique de missiles stratégiques était basé à 5 km au nord-est de Postavy, avec douze missiles R-12 Dvina, puis neuf missiles RSD-10 Pioneer ou SS-20. Cette unité fut transférée en Russie en 1994.

## Population
Recensements (*) ou estimations de la population :
| 1921 | 1939* | 1959*  | 1970*  | 1979*  | 1989*  | 1999*  |
| ---- | ----- | ------ | ------ | ------ | ------ | ------ |
| 974  | 3 400 | 10 566 | 15 139 | 17 982 | 19 022 | 21 100 |

| 2009*  | 2012   | 2013   | 2014   | 2015   | 2016   | 2017   |
| ------ | ------ | ------ | ------ | ------ | ------ | ------ |
| 19 815 | 19 900 | 19 897 | 20 067 | 20 070 | 20 039 | 19 882 |

## Jumelage
La ville est jumelée à :
- Sant'Oreste (Italie)
- Rēzekne (Lettonie)
- Kupiškis (Lituanie)
- Rokiškis (Lituanie)
- Švenčionys (Lituanie)
- Širvintos (Lituanie)
- Wejherowo (Pologne)
- Siemiatycze (Pologne)
- Koursk (Russie)
- Pouchkino (Russie)
- Jõhvi (Estonie)